# Opel Kadett E
La Kadett E è la quinta generazione della Kadett (tolta la vecchia generazione degli anni '30) ed è un'autovettura di fascia medio-bassa prodotta dal 1984 al 1993 dalla Casa automobilistica tedesca Opel. È anche l'ultima generazione della Kadett, visto che, già a partire dal 1991, sarebbe stata sostituita dalla Opel Astra F. Solo la versione cabriolet sarebbe rimasta in listino fino al 1993.
Nel Regno Unito venne commercializzata come Vauxhall Belmont, mentre in Sudafrica assunse il nome di Opel Monza (già usato per un altro modello di autovettura di fascia alta).

## Profilo e storia

### Genesi e debutto
La genesi della Kadett E affonda le sue radici nel 1981, quando, al Salone di Francoforte, venne presentata la concept Tech 1, una sorta di laboratorio mobile, nato per sperimentare svariate soluzioni aerodinamiche, da applicare, poi, nella produzione di serie. Questa concept, che vantava un Cx di appena 0,235, annoverava non pochi contenuti stilistici ed aerodinamici, i quali sarebbero stati, poi, trasferiti in alcuni modelli prodotti in serie, primi fra tutti la Omega A e la stessa Kadett E.
Il progetto, che avrebbe portato a questa nuova generazione della Kadett, fu implementato cercando, però, di riprendere molti contenuti tecnici dalla precedente Kadett D. L'aspetto aerodinamico venne curato congiuntamente dal centro stile della Opel e da quello della General Motors, che, complessivamente, dedicarono ben 1.200 ore in galleria del vento.
La vettura definitiva venne presentata al Salone di Parigi del 1984, ma la sua produzione venne già avviata poco prima, presso lo stabilimento di Bochum. In Regno Unito, come al solito, la vettura venne prodotta e commercializzata come Vauxhall Astra.

#### Design esterno ed interno
Il lavoro certosino di affinamento stilistico ed aerodinamico, svolto dai designer Opel e General Motors per sviluppare appieno le linee della nuova Kadett E, trovò il suo compimento in un corpo vettura che raggiunse un Cx di appena 0,32, grazie all'utilizzo di spigoli tondeggianti per la carrozzeria. Quest'ultima venne resa molto più moderna e, nelle berline a due volumi, anche più grintosa, grazie all'andamento cuneiforme del corpo vettura, caratterizzato da una linea di cintura inclinata in avanti. Il frontale era assai levigato e dotato di una stretta calandra, che arrivava solo fino a metà altezza dei gruppi ottici anteriori, di forma trapezoidale ma, anch'essi, con angoli assai arrotondati. Una seconda presa d'aria era presente, però, anche sul paraurti anteriore, in modo da integrare il magro afflusso d'aria apportato dalla prima. Il cofano motore era dolcemente raccordato con il "muso" e con i fari: quasi tutto lo stile del frontale era stato ripreso dalla concept Tech 1 e reinterpretato, per meglio adattarsi alla Kadett E. Stesso discorso per i parafanghi, il cui disegno attinse anch'esso dai notevoli contenuti della concept del 1981, in particolare quelli posteriori, leggermente carenati. Chiudeva tutto l'insieme una coda alta e tronca, ciononostante l'ampio lunotto permetteva, comunque, una buona visibilità e, nelle motorizzazioni più grintose, esso era sottolineato da uno spoiler montato sul lato inferiore. Sotto di esso, due gruppi ottici a sviluppo verticale completavano il disegno della coda.
L'abitacolo della Kadett confermò le doti di abitabilità già apprezzate nella precedente generazione: il posto guida era caratterizzato da un volante a due o a tre razze, con plancia e strumentazione dalle linee squadrate, che facevano da contraltare alle morbide linee esterne. Il cruscotto era ad un solo strumento oppure a due, a seconda dei livelli di allestimento, più alcuni altri indicatori e spie. I sedili erano provvisti di poggiatesta ed erano, inoltre, caratterizzati da una leggera profilatura, che ne rendeva più sportiveggiante l'aspetto, anche negli allestimenti di base.

#### Struttura, meccanica e motori

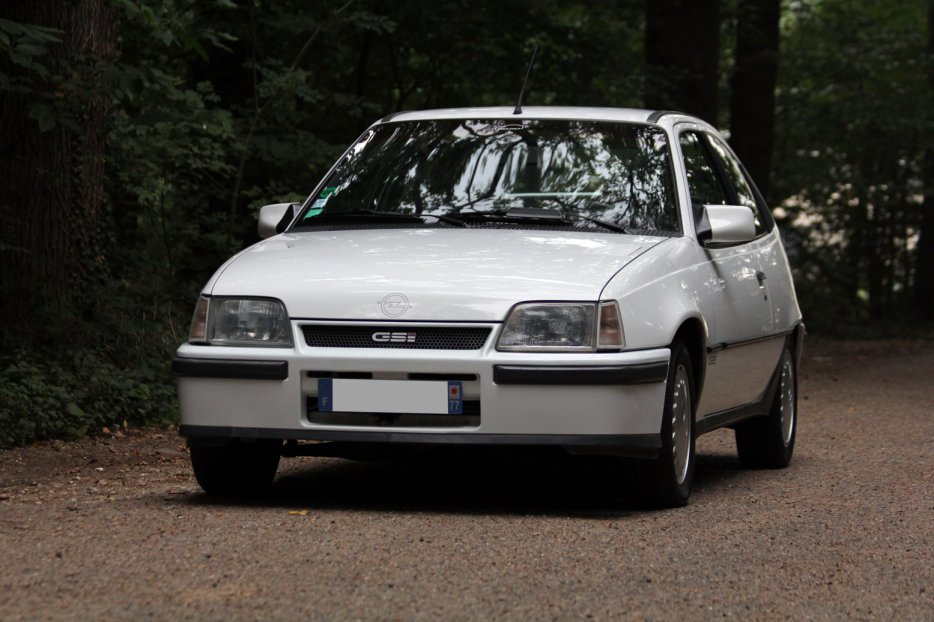
Una Kadett GSi, versione di punta della gamma

La Kadett E nacque sfruttando lo stesso pianale T già utilizzato per il modello precedente, per cui nonostante le grosse differenze a livello stilistico, si trattava di due modelli tecnicamente imparentati fra loro. Invariato anche lo schema meccanico che prevedeva il motore montato in posizione anteriore trasversale, nonché la meccanica telaistica che, salvo pochi aggiornamenti, comprendeva un avantreno MacPherson, un retrotreno a ruote interconnesse, l'impianto frenante di tipo misto (con i dischi anteriori autoventilanti nel caso della versione di punta GSi) e lo sterzo a cremagliera. Un discorso a parte merita la versione Caravan, ossia la giardinetta: essa montava anche degli stabilizzatori anteriori e posteriori che consentivano il trasporto di carichi superiori, fino a 595 kg. Al suo debutto la Kadett E venne proposta già in numerose motorizzazioni che andarono a costituire quindi una gamma di per sé già molto completa:
- 1.2: unico motore a valvole in testa della gamma, si tratta di un'unità da 1196 cm3 derivata dalle unità che hanno equipaggiato le precedenti generazionei della Kadett. Tale motore era in grado di erogare una potenza massima di 55 CV;
- 1.3: motore da 1297 cm3 con potenza massima di 60 CV;
- 1.3 S: stesso motore ma con potenza massima portata a 75 CV;
- 1.6 S: motore da 1598 cm3 con potenza massima di 90 CV;
- 1.8 GSi: motorizzazione di punta consistente in un'unità da 1796 cm3 con potenza massima di 115 CV;
- 1.6 D: unica motorizzazione diesel fra quelle al debutto, era caratterizzata dall'alimentazione di tipo atmosferico e da una cilindrata di 1598 cm3, ed erogava una potenza di 54 CV.

Quasi tutta la gamma era prevista di serie con un cambio manuale a 4 marce, tranne la GSi che invece montava un cambio a 5 marce, sempre manuale. Quest'ultima variante di cambio venne comunque prevista come optional per il resto della gamma: Inoltre, se escludiamo la motorizzazione di base e quella di punta, le altre potevano essere ordinate anche con un cambio automatico a 3 rapporti.

#### Allestimenti

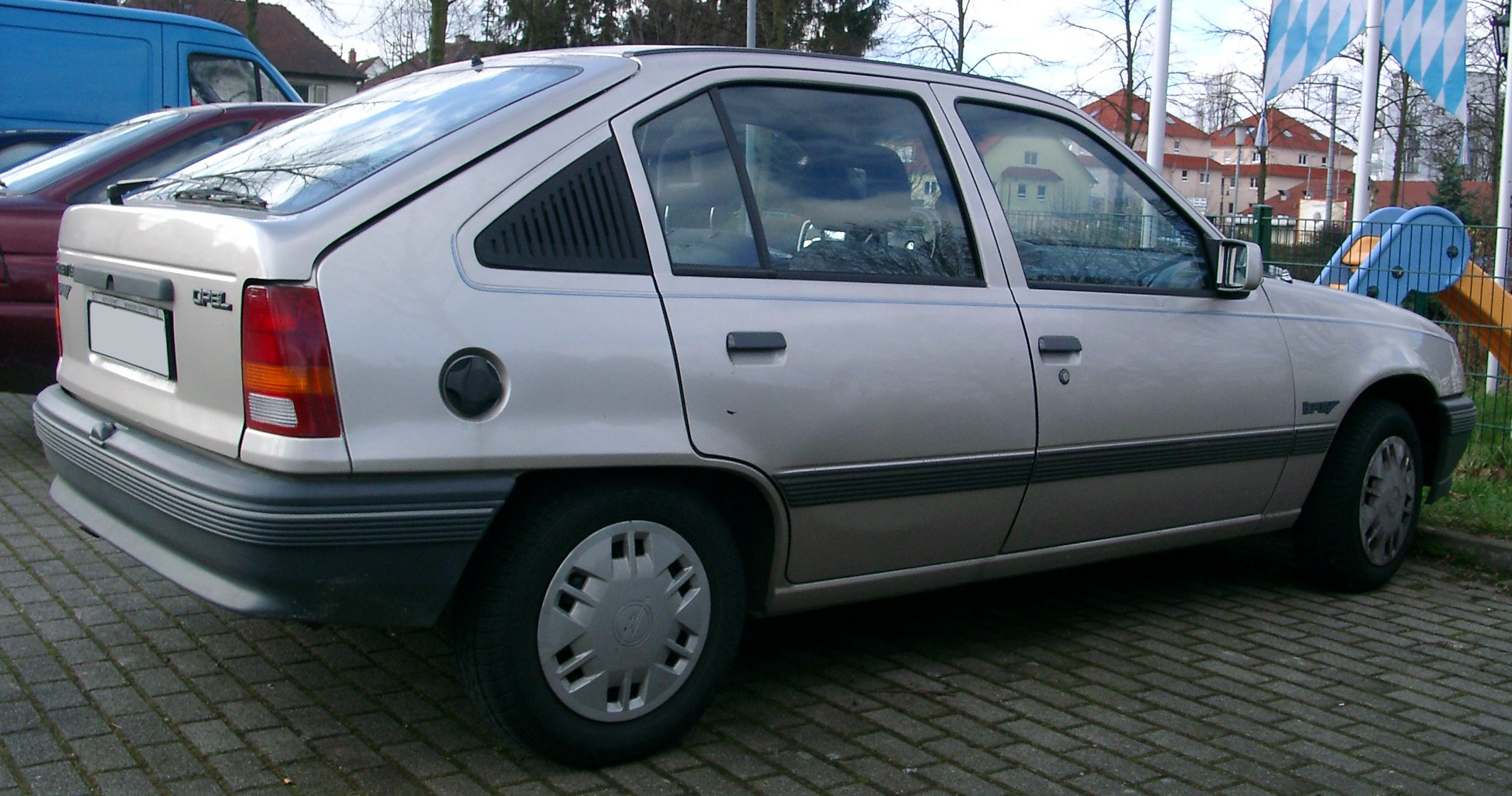
Una Kadett a 5 porte

Quattro i livelli di allestimento previsti fin dall'inizio:
- LS: livello di base, previsto in abbinamento con tutti i motori della gamma d'esordio, tranne il 1.8 GSi;
- GL: livello immediatamente superiore, che prevedeva, fra l'altro, accessori come il portacenere, l'orologio, le tasche nei pannelli porta e il retrovisore antiabbagliante. Era previsto in abbinamento con gli stessi motori previsti per l'allestimento LS;
- GLS: livello intermedio, previsto con gli stessi motori degli altri due allestimenti e in cui la dotazione comprendeva in più accessori come il divano con schienale frazionabile asimmetricamente, il volante a tre razze (negli altri due allestimenti era a due sole razze) e il contagiri (tranne che nel 1.6 D, in cui era comunque assente);
- GT, allestimento sportiveggiante, previsto in abbinamento ai motori 1.3 e 1.6;
- GSi, allestimento di punta di carattere sportivo, previsto unicamente con il 1.8 da 115 CV e comprendente scudi paraurti risagomati e più avvolgenti, cruscotto digitale, spoiler posteriore, prese d'aria sul cofano motore, indicatori di direzione bianchi e copriruota dal disegno specifico. Grazie al ridisegnamento del paraurti anteriore, il Cx nella versione GSi scese a 0,30.

Ciascun allestimento era abbinabile, inoltre, a qualunque configurazione di carrozzeria disponibile inizialmente, cioè berlina a 2 volumi o station wagon (entrambe a 3 o a 5 porte). Faceva eccezione solo l'allestimento GSi, che, invece, era disponibile unicamente come berlina a due volumi e a 3 porte.

### Evoluzione

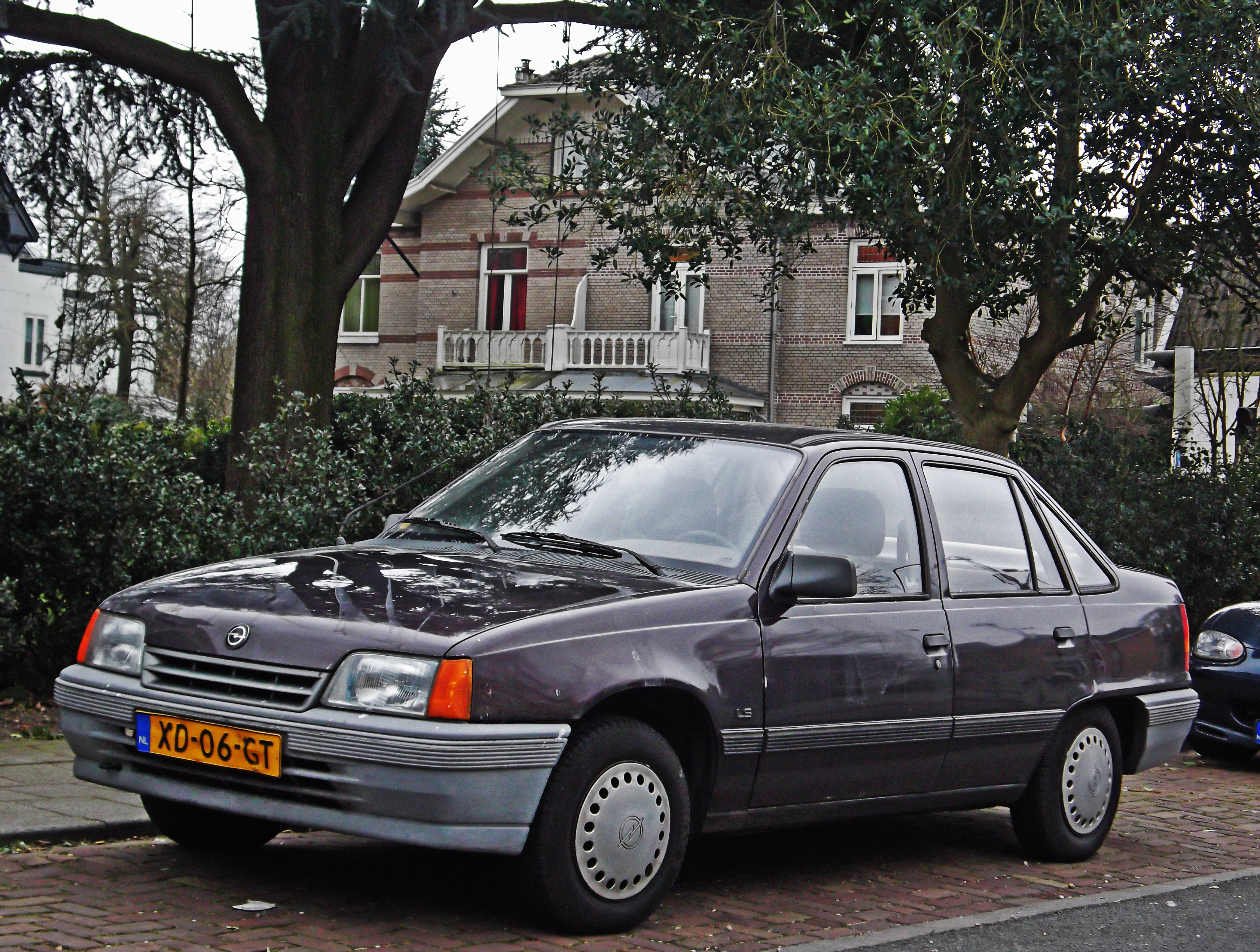
Una Kadett con carrozzeria berlina a tre volumi e a 4 porte dopo il restyling

Anche la quinta ed ultima generazione della Kadett riscosse fin da subito un gran successo di vendite, basti pensare che nel solo ultimo trimestre del 1984 ne vennero prodotti ben 119.221 esemplari. La prima novità relativa alla Kadett E dopo il suo lancio commerciale non riguardò una particolare versione o una particolare motorizzazione, ma la conquista del titolo di Auto dell'anno per l'anno 1985. Dopo aver sfiorato il prestigioso riconoscimento cinque anni prima con la Kadett D classificatasi seconda, stavolta la casa di Rüsselsheim riuscì a fare centro ponendo ancora di più la sua vettura all'attenzione del pubblico e quindi della potenziale clientela. Ed infatti, il 1985 si concluse con ben 525.729 esemplari solo per quell'anno. Ma nel frattempo arrivarono le prime vere novità nella gamma: innanzitutto, già nel mese di aprile 1985 arrivò la prima motorizzazione catalizzata, ossia un 1.3 ad iniezione dotato di catalizzatore a tre vie. Sei mesi dopo vi fu invece l'arrivo della Kadett con carrozzeria berlina a tre volumi e a 4 porte. Si trattava di una berlina lunga 21 cm in più rispetto alla due volumi, con bagagliaio comunicante con l'abitacolo e ciò consentiva di caricare comunque oggetti ingombranti, anche se certamente con meno praticità rispetto ad una station wagon. Con questa variante di carrozzeria, la Kadett tornò quindi a proporre una berlina "con la coda" dopo sei anni di assenza (l'ultima berlina a tre volumi fu infatti la Kadett C uscita di produzione nel 1979). Contemporaneamente alla berlina a tre volumi venne lanciata la versione van, mentre a Francoforte fu presentata in anteprima la versione cabriolet, anche se per vedere tale versione in listino si dovrà aspettare ancora oltre un anno. Sempre in quell'occasione debuttò anche la seconda motorizzazione catalizzata, ossia un 1.8 a iniezione della potenza di 100 CV. Un anno dopo gli aggiornamenti appena descritti, ossia nel luglio 1986, se ne ebbero altri così riassumibili:

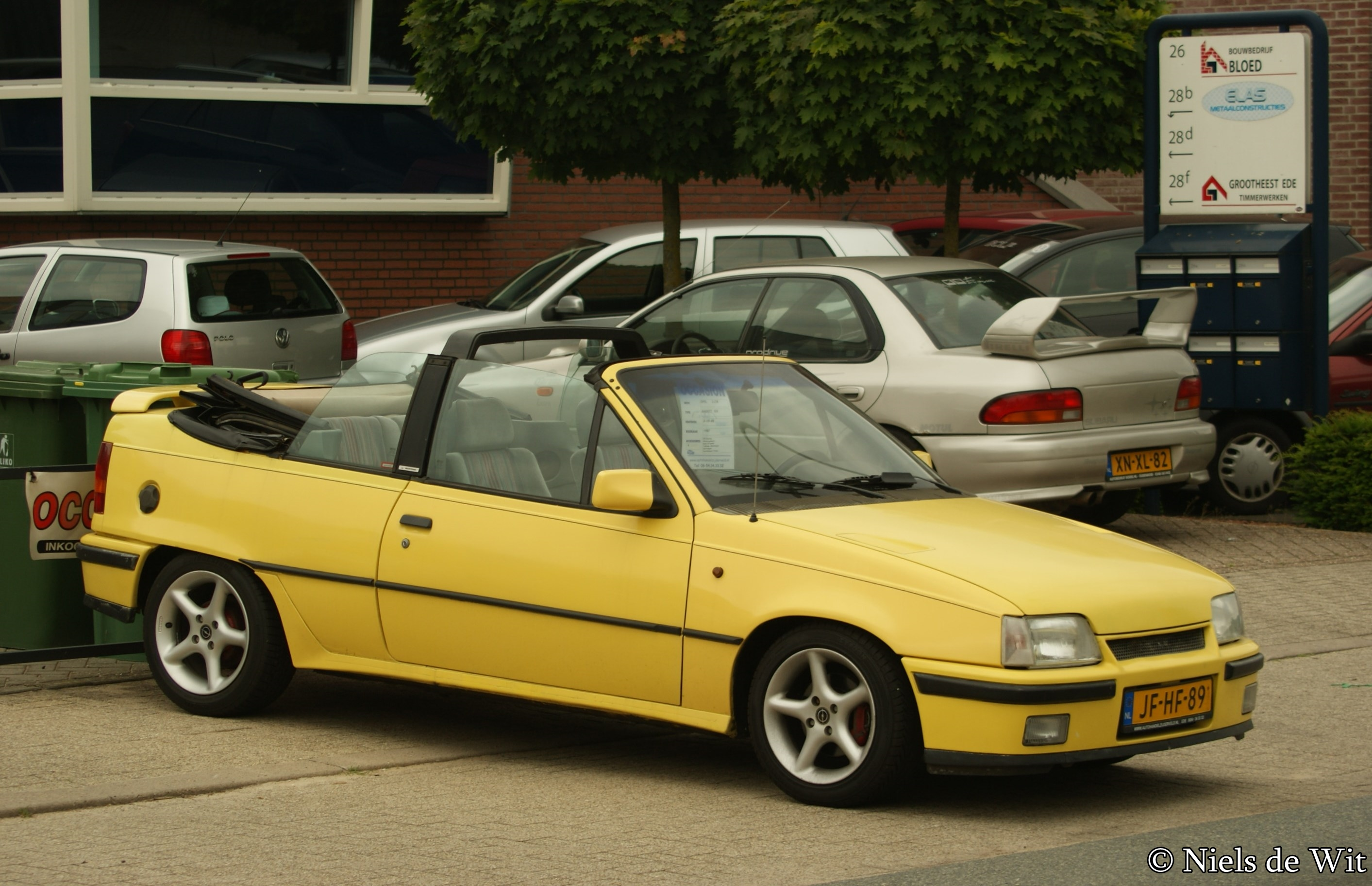
Una Kadett Cabrio

- il 1.2 da 55 CV venne sostituito da 1.3 catalizzato da 60 CV;
- il 1.3 da 75 CV venne sostituito da un 1.6 catalizzato di pari potenza;
- il 1.6 da 90 venne sostituito da due motori, ossia un 1.6 catalizzato da 82 CV e il già esistente 1.8 da 100 CV;
- il 1.8 GSi da 115 CV venne pensionato e al suo posto vennero introdotte due unità da 2 litri, una catalizzata da 115 CV ed una non catalizzata da 130 CV.

All'inizio del 1987 venne finalmente lanciata la Kadett Cabrio, vera novità assoluta in quanto si trattò della prima ed unica Kadett con capote apribile, realizzata in collaborazione con la carrozzeria Bertone che la assemblò nel proprio stabilimento di Grugliasco. Per irrigidire la scocca in mancanza del tetto in lamiera venne montato un robusto roll-bar che costituì anche un atout non indifferente sul piano della sicurezza per gli occupanti. Altri rinforzi furono quelli montati sulle portiere e sotto il tunnel centrale, ma anche sotto il cruscotto. Al suo lancio la Kadett Cabrio venne proposta in tre motorizzazioni e cioè il 1.6 da 75 CV, un altro 1.6 da 82 CV (non per tutti i mercati) e il 2 litri da 115 CV già previsto per la GSi. Solo l'unità da 82 era sprovvista di catalizzatore.

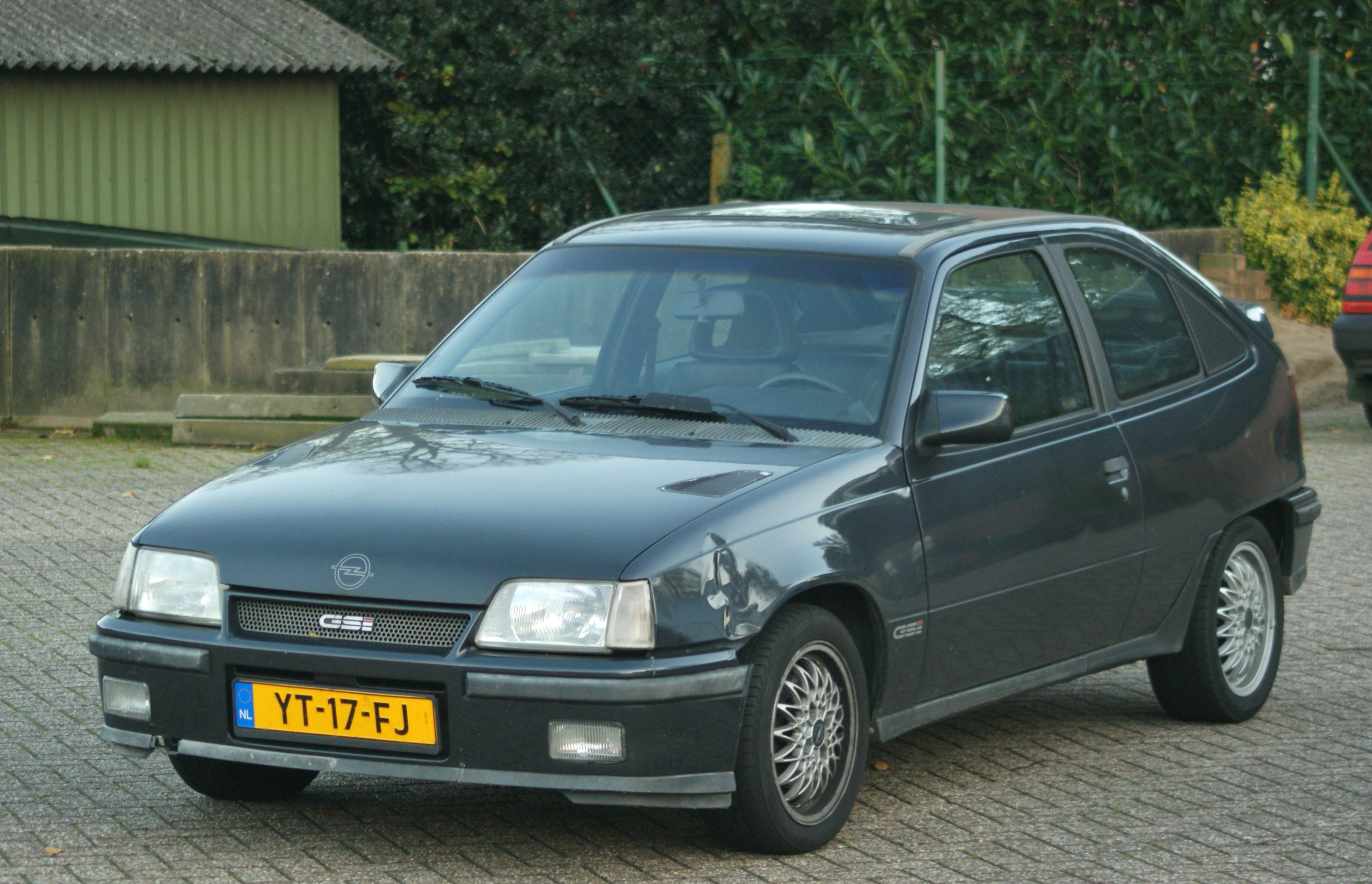
Una Kadett GSi

Nel corso del 1987 vennero effettuate delle rivisitazioni ai motori 1.3 e 1.6 catalizzati, mentre il 1.3 a carburatore scomparve dai listini. Tra la fine del 1987 e il marzo del 1988 vennero inserite due nuove versioni GSi con motore a 16 valvole, sia catalizzato (con 150 CV di potenza massima) sia non catalizzato (che arrivava a 156 CV). Queste due varianti erano anche caratterizzate dall'impianto frenante a quattro dischi, dagli ammortizzatori idraulici a doppio effetto e dalla frizione rinforzata. Venne proposta solo come berlina a due volumi e a 3 o a 5 porte. Nel luglio 1988 venne introdotto un nuovo motore a gasolio che andò ad affiancare i due già esistenti e che consisteva in un'unità da 1,5 litri sovralimentata mediante turbocompressore. Tale motore erogavauna potenza massima di 72 CV e fu il più piccolo motore diesel fino a quel momento prodotto dalla Casa tedesca.
Nel febbraio 1989 si ebbe un leggerissimo restyling riscontrabile praticamente solo nella calandra leggermente più piccola. Non molte furono neppure le novità a livello di motori: un nuovo 1.4 catalizzato da 60 CV affiancò per qualche mese ed in seguito sostituì i 1.3 di pari potenza fino a quel momento presenti in listino. Un nuovo diesel aspirato da 1,7 litri e 57 CV di potenza massima sostituì l'ormai anziano 1.6 diesel presente fin dal debutto. Tra le novità più curiose, la Opel ribattezzò la versione giardinetta con la denominazione Station Wagon, visto il successo che stava arridendo anche a tale versione, che la clientela stava cominciando a vedere più come uno stile di vita che come una vera e propria vettura da lavoro. Da questo momento cominciò la fase calante della carriera commerciale della Kadett E: contestualmente al lancio del 1.7 diesel vi fu anche la cancellazione dal listino della GSi monoalbero da 130 CV. Gradualmente scomparvero tutte le altre motorizzazioni. Nel mese di luglio del 1991 la Kadett E scomparve da tutti i listini europei, ma non del tutto: la versione cabriolet continuò a resistere a listino per altri due anni, fino al maggio 1993, per poi essere sostituita da un'analoga cabriolet su base Astra F.

### Riepilogo caratteristiche
Di seguito vengono riepilogate le caratteristiche relative alla gamma della Kadett E:
| Opel Kadett E (1984-93)                                                                                                   |                  |              |            |                                                                                                |                |               |                                 |       |              |                     |                    |                    |
| Modello | Carrozzeria      | Motore       | Cilindrata | Alimentazione                                                                                  | Potenza CV/rpm | Coppia Nm/rpm | Cambio/ n°marce                 | Massa | Velocità max | Acceler. 0–100 km/h | Consumo (l/100 km) | Anni di produzione |
| Versioni a benzina |                  |              |            |                                                                                                |                |               |                                 |       |              |                     |                    |                    |
| Kadett 1.2 S | Berlina 2 volumi | 12SC         | 1196       | Carburatore Weber 32TL                                                                         | 55/5600        | 82,4/3600     | M a n u a l e a 4 / 5 m a r c e | 840   | 155          | 17"                 | 7,9                | 08/1984-07/1986    |
| Kadett 1.2 S | Caravan          | 12SC         | 1196       | Carburatore Weber 32TL                                                                         | 55/5600        | 82,4/3600     | M a n u a l e a 4 / 5 m a r c e | 890   | 150          | 17"5                | 8,4                | 08/1984-07/1986    |
| Kadett 1.2 S | Van              | 12SC         | 1196       | Carburatore Weber 32TL                                                                         | 55/5600        | 82,4/3600     | M a n u a l e a 4 / 5 m a r c e | 870   | 150          | 17"5                | 8,4                | 08/1984-07/1986    |
| Kadett 1.3 2 | Berlina 2 volumi | 13N          | 1297       | Carburatore Pierburg 35 PDSI                                                                   | 60/5800        | 94/3800       | M a n u a l e a 4 / 5 m a r c e | 845   | 160          | 15"                 | 8,5                | 08/1984-07/1987    |
| Kadett 1.3 2 | Berlina 3 volumi | 13N          | 1297       | Carburatore Pierburg 35 PDSI                                                                   | 60/5800        | 94/3800       | M a n u a l e a 4 / 5 m a r c e | 875   | 160          | 15"                 | 8,5                | 09/1985-07/1987    |
| Kadett 1.3 2 | Caravan          | 13N          | 1297       | Carburatore Pierburg 35 PDSI                                                                   | 60/5800        | 94/3800       | M a n u a l e a 4 / 5 m a r c e | 905   | 155          | 16"                 | 8,9                | 08/1984-07/1987    |
| Kadett 1.3i Kat | Berlina 2 volumi | C13N         | 1297       | Iniezione elettronica Rochester Multec                                                         | 60/5600        | 96/3400       | M a n u a l e a 4 / 5 m a r c e | 850   | 160          | 16"5                | 7,5                | 09/1986-07/1990    |
| Kadett 1.3i Kat | Berlina 3 volumi | C13N         | 1297       | Iniezione elettronica Rochester Multec                                                         | 60/5600        | 96/3400       | M a n u a l e a 4 / 5 m a r c e | 875   | 160          | 16"5                | 7,5                | 09/1986-07/1990    |
| Kadett 1.3i Kat | Caravan          | C13N         | 1297       | Iniezione elettronica Rochester Multec                                                         | 60/5600        | 96/3400       | M a n u a l e a 4 / 5 m a r c e | 905   | 155          | 17"5                | 7,7                | 09/1986-07/1990    |
| Kadett 1.3 S | Berlina 2 volumi | 13S/13SC     | 1297       | Carburatore Pierburg 2E                                                                        | 75/5800        | 100/4200      | M a n u a l e a 4 / 5 m a r c e | 850   | 170          | 13"                 | 8,6                | 08/1984-05/1986    |
| Kadett 1.3 S | Berlina 3 volumi | 13S/13SC     | 1297       | Carburatore Pierburg 2E                                                                        | 75/5800        | 100/4200      | M a n u a l e a 4 / 5 m a r c e | 875   | 170          | 13"                 | 8,7                | 09/1985-05/1986    |
| Kadett 1.3 S | Caravan          | 13S/13SC     | 1297       | Carburatore Pierburg 2E                                                                        | 75/5800        | 100/4200      | M a n u a l e a 4 / 5 m a r c e | 905   | 165          | 14"                 | 9,2                | 08/1984-05/1986    |
| Kadett 1.4i Kat | Berlina 2 volumi | C14NZ        | 1389       | Iniezione elettronica indiretta Multec 700 TBI                                                 | 60/5600        | 101/2800      | M a n u a l e a 4 / 5 m a r c e | 865   | 160          | 15"                 | 7,7                | 01/1989-07/1991    |
| Kadett 1.4i Kat | Berlina 3 volumi | C14NZ        | 1389       | Iniezione elettronica indiretta Multec 700 TBI                                                 | 60/5600        | 101/2800      | M a n u a l e a 4 / 5 m a r c e | 885   | 160          | 15"                 | 7,8                | 01/1989-07/1991    |
| Kadett 1.4i Kat | Caravan          | C14NZ        | 1389       | Iniezione elettronica indiretta Multec 700 TBI                                                 | 60/5600        | 101/2800      | M a n u a l e a 4 / 5 m a r c e | 910   | 155          | 16"                 | 7,9                | 01/1989-07/1991    |
| Kadett 1.4i Kat | Van              | C14NZ        | 1389       | Iniezione elettronica indiretta Multec 700 TBI                                                 | 60/5600        | 101/2800      | M a n u a l e a 4 / 5 m a r c e | 890   | 155          | 16"                 | 7,9                | 01/1989-07/1991    |
| Kadett 1.4 S | Berlina 2 volumi | 14NV         | 1389       | Carburatore Pierburg 2E                                                                        | 75/5600        | 108/3000      | M a n u a l e a 4 / 5 m a r c e | 885   | 170          | 14"                 | 8,5                | 01/1990-05/1991    |
| Kadett 1.4 S | Berlina 3 volumi | 14NV         | 1389       | Carburatore Pierburg 2E                                                                        | 75/5600        | 108/3000      | M a n u a l e a 4 / 5 m a r c e | 905   | 170          | 14"                 | 8,5                | 01/1990-05/1991    |
| Kadett 1.4 S | Cabriolet 2      | 14NV         | 1389       | Carburatore Pierburg 2E                                                                        | 75/5600        | 108/3000      | M a n u a l e a 4 / 5 m a r c e | 950   | 167          | 14"5                | 8,7                | 01/1990-05/1991    |
| Kadett 1.4 S | Caravan          | 14NV         | 1389       | Carburatore Pierburg 2E                                                                        | 75/5600        | 108/3000      | M a n u a l e a 4 / 5 m a r c e | 940   | 165          | 14"5                | 8,7                | 01/1990-05/1991    |
| Kadett 1.6i Kat | Berlina 2 volumi | C16NZ/ C16LZ | 1598       | Iniezione elettronica indiretta Rochester Multec                                               | 75/5200        | 122/3200      | M a n u a l e a 4 / 5 m a r c e | 885   | 170          | 13"5                | 8                  | 09/1986-07/1991    |
| Kadett 1.6i Kat | Berlina 3 volumi | C16NZ/ C16LZ | 1598       | Iniezione elettronica indiretta Rochester Multec                                               | 75/5200        | 122/3200      | M a n u a l e a 4 / 5 m a r c e | 905   | 170          | 13"5                | 7,8                | 09/1986-07/1991    |
| Kadett 1.6i Kat | Cabriolet        | C16NZ/ C16LZ | 1598       | Iniezione elettronica indiretta Rochester Multec                                               | 75/5200        | 122/3200      | M a n u a l e a 4 / 5 m a r c e | 980   | 167          | 13"5                | 8,3                | 01/1987-05/1993    |
| Kadett 1.6i Kat | Caravan          | C16NZ/ C16LZ | 1598       | Iniezione elettronica indiretta Rochester Multec                                               | 75/5200        | 122/3200      | M a n u a l e a 4 / 5 m a r c e | 930   | 170          | 13"5                | 8,1                | 09/1986-07/1991    |
| Kadett 1.6i Kat | Van              | C16NZ/ C16LZ | 1598       | Iniezione elettronica indiretta Rochester Multec                                               | 75/5200        | 122/3200      | M a n u a l e a 4 / 5 m a r c e | 920   | 170          | 13"5                | 8,1                | 09/1986-07/1991    |
| Kadett 1.6 | Berlina 2 volumi | 16SV         | 1598       | Carburatore Pierburg 2E3                                                                       | 82/5400        | 130/2600      | M a n u a l e a 4 / 5 m a r c e | 885   | 175          | 12"5                | 9,4                | 09/1986-05/1988    |
| Kadett 1.6 | Berlina 3 volumi | 16SV         | 1598       | Carburatore Pierburg 2E3                                                                       | 82/5400        | 130/2600      | M a n u a l e a 4 / 5 m a r c e | 905   | 175          | 12"5                | 9,5                | 09/1986-05/1988    |
| Kadett 1.6 | Cabriolet        | 16SV         | 1598       | Carburatore Pierburg 2E3                                                                       | 82/5400        | 130/2600      | M a n u a l e a 4 / 5 m a r c e | 970   | 172          | 13"                 | 9,4                | 01/1987-05/1988    |
| Kadett 1.6 | Caravan          | 16SV         | 1598       | Carburatore Pierburg 2E3                                                                       | 82/5400        | 130/2600      | M a n u a l e a 4 / 5 m a r c e | 920   | 170          | 13"                 | 9,6                | 09/1986-05/1988    |
| Kadett 1.6 S | Berlina 2 volumi | 16SH         | 1598       | Carburatore GMF Varajet II                                                                     | 90/5800        | 124/4000      | M a n u a l e a 5 m a r c e     | 925   | 180          | 11"                 | 9,6                | 08/1984-08/1986    |
| Kadett 1.6 S | Berlina 3 volumi | 16SH         | 1598       | Carburatore GMF Varajet II                                                                     | 90/5800        | 124/4000      | M a n u a l e a 5 m a r c e     | 950   | 180          | 11"                 | 9,7                | 08/1984-08/1986    |
| Kadett 1.6 S | Caravan          | 16SH         | 1598       | Carburatore GMF Varajet II                                                                     | 90/5800        | 124/4000      | M a n u a l e a 5 m a r c e     | 965   | 175          | 12"                 | 9,8                | 08/1984-08/1986    |
| Kadett 1.8 S | Berlina 2 volumi | C18NT C18NZ  | 1796       | Carburatore Pierburg EE                                                                        | 84/5400        | 143/2600      | M a n u a l e a 5 m a r c e     | 940   | 178          | 11"5                | 9,7                | 09/1987-07/1988    |
| Kadett 1.8 S | Berlina 3 volumi | C18NT C18NZ  | 1796       | Carburatore Pierburg EE                                                                        | 84/5400        | 143/2600      | M a n u a l e a 5 m a r c e     | 970   | 178          | 11"5                | 9,7                | 09/1987-07/1988    |
| Kadett 1.8 S | Caravan          | C18NT C18NZ  | 1796       | Carburatore Pierburg EE                                                                        | 84/5400        | 143/2600      | M a n u a l e a 5 m a r c e     | 975   | 173          | 12"5                | 9,8                | 09/1987-07/1988    |
| Kadett 1.8i Kat | Berlina 2 volumi | C18NE        | 1796       | Iniezione elettronica indiretta Bosch LU-Jetronic                                              | 100/5800       | 140/3000      | M a n u a l e a 5 m a r c e     | 935   | 188          | 10"5                | 8,7                | 10/1985-07/1988    |
| Kadett 1.8i Kat | Berlina 3 volumi | C18NE        | 1796       | Iniezione elettronica indiretta Bosch LU-Jetronic                                              | 100/5800       | 140/3000      | M a n u a l e a 5 m a r c e     | 960   | 188          | 10"5                | 8,8                | 10/1985-07/1988    |
| Kadett 1.8i Kat | Caravan          | C18NE        | 1796       | Iniezione elettronica indiretta Bosch LU-Jetronic                                              | 100/5800       | 140/3000      | M a n u a l e a 5 m a r c e     | 965   | 185          | 11"                 | 8,9                | 10/1985-07/1988    |
| Kadett 1.8 GSi Kat | Berlina 2 volumi | C18NE        | 1796       | Iniezione elettronica indiretta Bosch LU-Jetronic                                              | 100/5800       | 140/3000      | M a n u a l e a 5 m a r c e     | 960   | 188          | 10"5                | 8,9                | 1985-86            |
| Kadett GT 1.8 S | Berlina 2 volumi | 18SH         | 1796       | Carburatore Pierburg EE                                                                        | 112/5600       | 161/3000      | M a n u a l e a 5 m a r c e     | 905   | 188          | 10"                 | 10                 | 1987-89            |
| Kadett GT 1.8 S | Berlina 3 volumi | 18SH         | 1796       | Carburatore Pierburg EE                                                                        | 112/5600       | 161/3000      | M a n u a l e a 5 m a r c e     | 920   | 188          | 10"                 | 10                 | 1987-89            |
| Kadett GT 1.8i Kat | Berlina 2 volumi | 18SE         | 1796       | Iniezione elettronica indiretta                                                                | 112/5600       | 158/3000      | M a n u a l e a 5 m a r c e     | 905   | 188          | 10"                 | 10                 | 1986-91            |
| Kadett GT 1.8i Kat | Berlina 3 volumi | 18SE         | 1796       | Iniezione elettronica indiretta                                                                | 112/5600       | 158/3000      | M a n u a l e a 5 m a r c e     | 920   | 188          | 10"                 | 10                 | 1986-91            |
| Kadett 1.8 GSi | Berlina 2 volumi | 18E          | 1796       | Iniezione elettronica indiretta Bosch LE-Jetronic                                              | 115/5800       | 148/4800      | M a n u a l e a 5 m a r c e     | 965   | 203          | 9"                  | 9,8                | 08/1984-08/1986    |
| Kadett 2.0 GSi Cabrio1 / 2.0i Cabrio                                                                                      | Cabriolet        | 20NE         | 1998       | Iniezione elettronica indiretta                                                                | 115/5400       | 175/2600      | M a n u a l e a 5 m a r c e     | 1.040 | 195          | 10"                 | 9,5                | 02/1987-05/1989    |
| Kadett 2.0i GT Kat/ 2.0i                                                                                                  | Berlina 3 volumi | C20NE        | 1998       | Iniezione elettronica indiretta Bosch Motronic ML 4.1                                          | 115/5400       | 170/3000      | M a n u a l e a 5 m a r c e     | 970   | 195          | 9"                  | 9,4                | 09/1986-05/1991    |
| Kadett 2.0 GSi Kat | Berlina 2 volumi | C20NE        | 1998       | Iniezione elettronica indiretta Bosch Motronic ML 4.1                                          | 115/5400       | 170/3000      | M a n u a l e a 5 m a r c e     | 960   | 200          | 9"                  | 9,4                | 09/1986-08/1991    |
| Kadett 2.0 GSi Kat | Cabriolet        | C20NE        | 1998       | Iniezione elettronica indiretta Bosch Motronic ML 4.1                                          | 115/5400       | 170/3000      | M a n u a l e a 5 m a r c e     | 1.040 | 195          | 10"                 | 9,5                | 02/1987-05/1993    |
| Kadett 2.0 GSi | Berlina 2 volumi | 20SEH        | 1998       | Iniezione elettronica indiretta Bosch Motronic ML 4.1                                          | 130/5600       | 180/4600      | M a n u a l e a 5 m a r c e     | 960   | 206          | 8"5                 | 10,1               | 09/1986-07/1989    |
| Kadett 2.0 GSi 16v | Berlina 2 volumi | 20XE         | 1998       | Iniezione elettronica Bosch Motronic M 2.5                                                     | 156/6000       | 203/4800      | M a n u a l e a 5 m a r c e     | 990   | 217          | 7"7                 | 10,4               | 03/1988-05/1991    |
| Kadett 2.0 GSi 16v Kat | Berlina 2 volumi | C20XE        | 1998       | Iniezione elettronica Bosch Motronic M 2.5                                                     | 150/6000       | 196/4800      | M a n u a l e a 5 m a r c e     | 990   | 217          | 8"                  | 10,3               | 03/1988-05/1991    |
| Versioni a gasolio |                  |              |            |                                                                                                |                |               |                                 |       |              |                     |                    |                    |
| Kadett 1.5 TD | Berlina 2 volumi | 15DTR        | 1488       | Turbodiesel iniezione indiretta con precamera, turbocompressore KKK e pompa di iniezione Bosch | 72/4600        | 143/2600      | Manuale 5 marce                 | 985   | 170          | 13"5                | 6                  | 07/1988-07/1991    |
| Kadett 1.5 TD | Berlina 3 volumi | 15DTR        | 1488       | Turbodiesel iniezione indiretta con precamera, turbocompressore KKK e pompa di iniezione Bosch | 72/4600        | 143/2600      | Manuale 5 marce                 | 1.005 | 170          | 13"5                | 6                  | 07/1988-07/1991    |
| Kadett 1.5 TD | Caravan          | 15DTR        | 1488       | Turbodiesel iniezione indiretta con precamera, turbocompressore KKK e pompa di iniezione Bosch | 72/4600        | 143/2600      | Manuale 5 marce                 | 1.075 | 165          | 14"                 | 6,2                | 07/1988-07/1991    |
| Kadett 1.6 D | Berlina 2 volumi | 16D          | 1598       | Diesel aspirato, pompa di iniezione Bosch                                                      | 54/4600        | 94/2400       | Manuale 4 / 5 marce             | 930   | 152          | 19"5                | 6,1                | 08/1984-01/1989    |
| Kadett 1.6 D | Berlina 3 volumi | 16D          | 1598       | Diesel aspirato, pompa di iniezione Bosch                                                      | 54/4600        | 94/2400       | Manuale 4 / 5 marce             | 955   | 150          | 19"                 | 6,2                | 08/1984-01/1989    |
| Kadett 1.6 D | Caravan          | 16D          | 1598       | Diesel aspirato, pompa di iniezione Bosch                                                      | 54/4600        | 94/2400       | Manuale 4 / 5 marce             | 975   | 147          | 21"                 | 6,4                | 08/1984-01/1989    |
| Kadett 1.6 D | Van              | 16D          | 1598       | Diesel aspirato, pompa di iniezione Bosch                                                      | 54/4600        | 94/2400       | Manuale 4 / 5 marce             | 955   | 147          | 21"                 | 6,4                | 08/1984-01/1989    |
| Kadett 1.7 D | Berlina 2 volumi | 17D          | 1699       | Diesel aspirato, pompa di iniezione Bosch                                                      | 57/4600        | 103/2400      | Manuale 5 marce                 | 936   | 153          | 18"                 | 6                  | 02/1989-07/1991    |
| Kadett 1.7 D | Berlina 3 volumi | 17D          | 1699       | Diesel aspirato, pompa di iniezione Bosch                                                      | 57/4600        | 103/2400      | Manuale 5 marce                 | 966   | 153          | 18"                 | 6,1                | 02/1989-07/1991    |
| Kadett 1.7 D | Caravan          | 17D          | 1699       | Diesel aspirato, pompa di iniezione Bosch                                                      | 57/4600        | 103/2400      | Manuale 5 marce                 | 975   | 149          | 19"5                | 6,2                | 02/1989-07/1991    |
| Kadett 1.7 D | Van              | 17D          | 1699       | Diesel aspirato, pompa di iniezione Bosch                                                      | 57/4600        | 103/2400      | Manuale 5 marce                 | 955   | 149          | 19"5                | 6,2                | 02/1989-07/1991    |
| Note: 1 Non prevista per il mercato italiano 2 Kadett 1.4 Cabrio prevista solo per alcuni mercati fra cui quello italiano |                  |              |            |                                                                                                |                |               |                                 |       |              |                     |                    |                    |